# Leerstelle (Literatur)
Die Leerstelle als Grundbegriff der Rezeptionsästhetik wurde vom Anglisten Wolfgang Iser in die Literaturtheorie eingeführt. Iser knüpfte damit an das Konzept der Unbestimmtheitsstellen des polnischen Philosophen Roman Ingarden an, grenzt sich zugleich aber deutlich von dessen Ansatz ab.
„Immer dort, wo Textsegmente unvermittelt aneinanderstoßen, sitzen Leerstellen, die die erwartbare Geordnetheit des Textes unterbrechen.“ (Iser: Der Akt des Lesens, S. 302) An diesen Stellen ist der Leser gefordert, denn er muss die Textsegmente in eine Beziehung zueinander setzen.
Wolfgang Iser hat den Leerstellen-Begriff in seinem 1972 veröffentlichten Buch Der implizite Leser vor allem für die Analyse englischer Romane fruchtbar gemacht. Dort bezeichnet der Begriff die Stellen in Romanen, an denen verschiedene Erzählperspektiven, Erzählhaltungen oder Erzählstränge aufeinanderstoßen. Iser zufolge ist die Aufgabe des Lesers, diese verschiedenen Elemente in eine Beziehung zueinander zu bringen, da diese Beziehung nicht vom Text vorgegeben ist. Seinen Überlegungen legt Iser ein historisches Evolutionsmodell zugrunde, dem zufolge die Romane seit dem 18. Jahrhundert der kreativen Tätigkeit des Lesers immer mehr Raum geben und immer mehr Leerstellen aufweisen. Einen Höchststand des „Leerstellenbetrags“ markiert für Iser der Roman Ulysses von James Joyce.